# عين بعال
عين بعال هي إحدى القرى اللبنانية من قرى قضاء صور في محافظة الجنوب.

## التسمية
بحسب المراجع والكتب التاريخية اسم بلدة عين بعال يعني: عين الإله بعل.

## الموقع الجغرافي
تقع بلدة عين بعال في قضاء صور أحد أقضية محافظة الجنوب هذه المحافظة هي واحدة من ثمان محافظات يتشكل منها لبنان الإداري.
تبعد عين بعال حوالي 89 كلم (55.3046مي) عن بيروت عاصمة لبنان . ترتفع حوالي 130 م (426.53;قدم - 142.168يارد) عن سطح البحر وتمتد على مساحة تُقدَّر بـ 695 هكتاراً (6.95 كلم2- 2.6827 مي2)6400 دونم.

## الهيئات المحلية وصلاحياتها
عين بعال بلديّة تتمتّع بمجلسٍ بلديّ من 15 عضو، يتمّ انتخابهم لمدّة ستّ سنوات من خلال الاقتراع العام المباشر، (مرجع: سير الأعمال في المجلس البلديّ). تتمتّع بلديّة عين بعالّ باستقلاليّة ماليّة وإداريّة ولكنّها تبقى تحت إشراف السلطة المركزيّة.

## السكّان والناخبين
عدد السكان عين بعال حوالي 8000 نسمة تبعا لبعض التقديرات يسكن مدينة عين بعال 3720 نسمة. خلال الانتخابات الأخيرة التي جرت عام. 2004، بينت اللوائح عدد المسجلين فيها : 4698 ناخبا، شارك منهم 2526.

## نشاطات في البلدة

### النشاطات الثقافية
ندوات ثقافية وسياسية وعلمية تقوم بها جمعية عين بعال الخيرية الاجتماعية الثقافية(حاضراً) - مهرجان رسم منحوتات في الساحات والأماكن العامة والتقاطعات والحدائق لتزيين وتجميل البلدة(مستقبلاً)

### النشاطات التربوية
مساعدات تسجيل طلاب المدارس المحتاجين وتزويدهم بكتب وقرطاسية - مساعدة المدرستين الرسميتين بالقرطاسية والحاجيات الإدارية وشراء أجهزة كمبيوتر للتعليم.

### النشاطات الصحية
تملك بلدة عين بعال مستوصف الرسالة الصحي أنشئ العام 2007 بدعم من الهيئة الطبية الدولية وقوات اليونيفيل تشرف عليه بلدية عين بعال يحتوي على عدد كبير من العيادات الطبية تحت إشراف جسم طبي كامل تحت إشراف الدكتور محمد حسين بسما.

### النشاطات البيئية
تقوم البلدية بشكل دائم ومستمر بحملات تشجير كما أنها تشجر كل أرصفة الطرقات التي تقوم بتنفيذها.

## المرافق العامة
كيف تتصرف البلدية بنفاياتها يتم جمعها عبر العمال بواسطة شاحنة نفايات ملك البلدية ونقلها ورميها إلى مكب للنفايات تابع لنطاق بلدية القليلة - قرب رأس العين - ملك خاص للسيد عاطف شبلي.
 ما هو وضع الطرقات في البلدة والإنارة العامة؟
الطرقات الداخلية معبدة بالزفت ولا بأس بها بنسبة 80% والطرقات الفرعية والرئيسية التي تربط البلدة بجوارها بحاجة لتأهيل ما هو معبد وأكثر من 50 % منها بحاجة لتعبيد لأنها ما زالت ترابية. والإنارة العامة في الطرقات الداخلية جيدة ومكتملة.
ما هو مصدر مياه الشفة وطريقة نقلها؟
خزّان البلدة الذي بحاجة لتأهيل البئر الأرتوازي فيه وتكبير المضخة. وكذلك إلى الخزّانين في محلة الحوش الذين بحاجة إلى حفر بئر أرتوازي بجانبهما وتركيب مضخة لأن المياه في الصيف تبقى مقطوعة معظم الوقت.
ما هي واسطة الصرف الصحي في البلدة؟
داخل الضيعة بواسطة الحفر الصحية في كل منزل. وفي الحوش جزءُ منه بسيط بالحفر الصحية وجزء أكبر بواسطة مجارير تصب في محطة صور للصرف الصحي.
ما هو وضع الكهرباء والشبكة الكهربائية في البلدة؟
جيدة من حيث إيصالها للمنازل ولكن يوجد محطات (ترانس) عديدة بحاجة للتغيير بفعل مرور الزمن وكثير من الأعمدة بحاجة إلى نقل مكانها بعد أن تم توسيع الطرقات الداخلية.

## وصلات خارجية
- الموقع الرسمي لبلدة عين بعال http://www.ain-baal.com